# Irans ambassad i Stockholm
Irans ambassad i Stockholm (även Iranska ambassaden) är den islamska republiken Irans diplomatiska representation i Sverige. Ambassadör är Ahmad Masoumi Far..
Sverige och Iran etablerade diplomatiska förbindelser 1929 i samband med att ett vänskapstraktat ingicks.

## Fastighet
Ambassaden är belägen på Elfviksvägen 76, i kommundelen Yttringe i Lidingö kommun, men låg fram till 1971 i Villa Gumælius i Diplomatstaden, Stockholm.

### Framtida planer för ambassadbyggnaden
En ny ambassadbyggnad är planerad till fastigheten Västra Yttringe. Den nya byggnaden med en höjd på maximalt 9 meter ska ligga i slänten ner mot Gråviken, söder om och separerad från den ursprungliga gården som också planeras att målas om till ursprunglig färgsättning i samband med tillbyggnaden. Den 17 maj 2017 beslutade  miljö- och stadsbyggnadsnämnden i Lidingö stad att bevilja en tvåvåningsbyggnad med 600 kvadratmeters byggarea.

## Incidenter

### Ockupation 1981
Den 24 augusti 1981 ockuperades ambassaden av iranier i protest mot Mohammad Ali Rajais styre. Ockupanterna höll ambassadören och ett par andra som gisslan. När polisen stormade byggnaden gav de upp.

### Protester 2009
Den 26 juni 2009 urartade en demonstration utanför ambassaden och demonstranter lyckades ta sig in på ambassadområdet. Endast fyra poliser tjänstgjorde vid demonstrationen och kunde inte hindra demonstranterna som bröt sig in.

### Protester 2010
Den 13 maj 2010 urartade återigen en demonstration utanför ambassaden. Demonstranterna kastade sten och brinnande flaskor mot ambassadbyggnaden men ingenting antändes. Tillstånd fanns för demonstrationen kl 15-18 men folk samlades redan tidigare.

## Beskickningschefer
| Namn                         | Period     | Funktion                                          | Anmärkning                                                     |
| ---------------------------- | ---------- | ------------------------------------------------- | -------------------------------------------------------------- |
| Prins Arfa Mirza Riza Khan   | 1929–1935  | Envoyé                                            | Ackrediterad 1 november 1926; 1932 angiven som boende i Monaco |
| Assadollah Assad-Bahador     | 1935–1941  | Envoyé                                            | Ackrediterad 27 februari 1935                                  |
| Abdol-Hossein Massoud-Ansari | 1941–1945  | Envoyé                                            | Ackrediterad 25 april 1941                                     |
| Bagher Kazemi                | 1945–1950  | Envoyé                                            | Ackrediterad 20 september 1945                                 |
| Fazlollah Nabil              | 1950–1951  | Envoyé                                            | Ackrediterad 27 oktober 1950                                   |
| Abbas Forouhar               | 1951–1953  | Envoyé                                            | Ackrediterad 13 oktober 1951                                   |
| Fazlollah Nabil              | 1953–1958  | Envoyé                                            | Ackrediterad 14 december 1953                                  |
| Hussein Navab                | 1958–1959  | Ambassadör                                        | Ackrediterad 21 januari 1958                                   |
| Gholam Hossein Forouhar      | 1959–1964  | Ambassadör                                        | Ackrediterad 5 december 1959                                   |
| Morteza Adl Tabatabai        | 1964–1966  | Ambassadör                                        | Ackrediterad 16 januari 1954                                   |
| Akbar Darai                  | 1966–1970  | Ambassadör                                        | Ackrediterad 17 november 1966                                  |
| Manoutchehr Marzban          | 1970–1975  | Ambassadör                                        | Ackrediterad 8 december 1970                                   |
| Issa Malek                   | 1975–1979  | Ambassadör                                        | Ackrediterad 14 januari 1975                                   |
| Abbas Amir Entezam           | 1979–1980  | Ambassadör                                        | Ackrediterad 28 augusti 1979                                   |
| Abdol Rahim Gavahi           | 1980–1983  | Ambassadör                                        | Ackrediterad 6 december 1980                                   |
| Heydar Ali Alizadeh Alzei    | 1983       | Ambassadör                                        | Angiven som agréé 1983                                         |
| Said Kalantarnia             | 1983–1986  | Ambassadör                                        | Ackrediterad 24 november 1983                                  |
| Yadollah Pour Jalali         | 1986–1987  | Andre ambassadsekreterare o. tf Chargé d’affaires | Ackrediterad 15 september 1986                                 |
| Mehdi Danesh Yazdi           | 1987–1992  | Ambassadör                                        | Ackrediterad 18 september 1987                                 |
| Hossein Panahiazar           | 1992–1996  | Ambassadör                                        | Ackrediterad 27 augusti 1992                                   |
| Abdollah Norouzi             | 1996–2000  | Ambassadör                                        | Ackrediterad 26 november 1996                                  |
| Mahmood Bayat                | 2000–2004  | Ambassadör                                        | Ackrediterad 24 maj 2000                                       |
| Hassan Ghashghavi            | 2004–2008  | Ambassadör                                        | Ackrediterad 13 oktober 2004                                   |
| Rasoul Eslami                | 2008–2012  | Ambassadör                                        | Ackrediterad 4 september 2008                                  |
| Hamid Resa Shakeri Niasar    | 2012-2016  | Ambassadör                                        | Ackrediterad 4 juni 2012                                       |
| Abdolrasool Mohajer Hejazi   | 2016–2020  | Ambassadör                                        | Ackrediterad 15 mars 2016                                      |
| Ahmad Masoumi Far            | sedan 2020 | Ambassadör                                        | Ackrediterad 20 februari 2020                                  |